# 在日ファンク
在日ファンク（ざいにちファンク）は、日本の7人組ファンクバンドである。ジェイムズ・ブラウンから流れを汲むファンクを日本に在りながら再認識することを試みている。

## 概要
SAKEROCKのトロンボーン奏者である浜野謙太を中心に2007年に結成。名前の「在日」という言葉はベースの村上が提案した。なお、このことについて浜野は、「『在日って言葉よくない?』って言われて、当初は響きだけ『いいな』だったんですが活動したり言葉の意味をよく考えてみたりすると、不思議としっくり来ていることに気付いたんです。」とコメントしている。
結成当初は、「浜野謙太と在日ファンク」としてライブ活動を展開していたが、「在日ファンク」と改名し2010年1月6日にデビューアルバムをリリースした。
2011年1月末日をもってバンド初期より共に活動を行ってきた福島“ピート”幹夫（Sax）が在日ファンクから離れることを表明。それに伴い、新メンバーとして後関好宏の加入が決定。後関は、菊地成孔主宰のDATE COURSE PENTAGON ROYAL GARDENの元メンバーであり、自身の所属するバンドstimをはじめ、EGO-WRAPPIN'やSuperflyのサポートも行っている。
2014年6月13日、日本コロムビアよりメジャーデビューを発表。2枚のアルバムと1枚のシングルをリリースし、結成10周年を迎えた2017年、後関好宏が3月19日のライブをもって脱退することを発表。後任として浜野が率いるNewdayのメンバーである橋本“KIDS”剛秀が加入。
2018年よりカクバリズムに所属。
2024年4月20日のライブをもってギターの仰木亮彦が脱退、後任にJAPANESE FOLK METAL、高円寺百景のメンバーでもある小金丸慧を迎え活動中。

## メンバー
- 浜野謙太（ボーカル）
- 村上啓太（ベース）
- 小金丸慧（ギター）
- 永田真毅（ドラム）
- 橋本“KIDS”剛秀（サックス）
- ジェントル久保田（トロンボーン）
- 村上基（トランペット）

## ディスコグラフィー

### 配信限定シングル
| 発売日         | タイトル              | レーベル     |
| -------------- | --------------------- | ------------ |
| 2022年11月30日 | 身に起こる            | カクバリズム |
| 2023年1月1日   | いけしゃあしゃあ      | カクバリズム |
| 2023年12月1日  | 注意 feat. 橋本絵莉子 | カクバリズム |

### 参加アルバム
- モテキ的音楽のススメ 〜中柴いつか・小宮山夏樹盤〜 (2010年9月8日)
6. もしも明日
- モテキ的音楽のススメ 〜映画盤〜 (2011年8月31日)
6. マルマルファンク (from 映画「モテキ」 Live ver.)
- モテキ的音楽のススメ 〜MTK PARTY MIX盤〜 (2011年9月14日)
5. モテキの申し訳的アンサーMIX
申し訳ナイタズのミッツィー申し訳によるDJ Mix内に、在日ファンクとサイトウ"JxJx"ジュン「あいつによろしく」を一部収録。
- モテキ的音楽のススメ 〜Covers for MTK Lovers盤〜 (2011年9月21日)
5. ランニング・ショット (柴田恭兵の楽曲のカバー)
- ももいろクローバーZ『ももクロ★オールスターズ2012』 (2012年4月21日)
  - ライブ会場限定・キングレコードウェブサイトにて期間限定

4. 教育 / 有安杏果 with 在日ファンク
- RIP SLYME 『10』(2015年9月30日)
12. Vibeman feat.在日ファンク
- 東京カランコロン 『noon/moon』(2016年1月20日)
6. じゃがいも殺人事件 (with 在日ファンクホーンズ)

## タイアップ
| 曲名                                        | タイアップ                                                            |
| ------------------------------------------- | --------------------------------------------------------------------- |
| ウレロ!のテーマ                             | テレビ東京系『ウレロ☆未確認少女』オープニングテーマ                   |
| マルマルファンク（映画『モテキ』Live ver.） | 映画『モテキ』挿入歌                                                  |
| 京都                                        | テレビ神奈川『音楽缶』2011年1月度オープニングテーマ                   |
| 爆弾こわい                                  | テレビ東京系『モヤモヤさまぁ〜ず2』2011年7月-9月度エンディングテーマ  |
| 爆弾こわい                                  | 映画『Go!Go!家電男子THE MOVIE〜アフレコパニック〜』主題歌             |
| 爆弾こわい 岡村靖幸REMIX                    | テレビ東京系『モヤモヤさまぁ〜ず2』2012年1月-3月度エンディングテーマ  |
| 根にもってます                              | バスクリン「インセントスカルプ ニョッキ」CMソング                     |
| ぜいたく                                    | TOKYO MX『食の軍師』主題歌                                            |
| 足元                                        | テレビ大阪 ドラマ 『面白南極料理人』オープニング                      |
| わからん                                    | NHK Eテレアニメ『おじゃる丸』エンディングテーマ                       |
| 或いは                                      | 毎日放送 ドラマイズム『ルームロンダリング』主題歌                     |
| きみのはどう                                | NHK総合『人名探究バラエティー 日本人のおなまえっ!』オープニングテーマ |

## 主なライブ

### ワンマンライブ・主催イベント
- 2012年02月04日〜11日（3公演） - 在日ファンクpresents「宇宙大決戦」TOUR
- 2012年05月19日〜07月22日（公演） - 在日ファンク「宇宙大決戦」渋谷区ツアー
w/Scoobie Do/ペトロールズ/ねごと
- 2012年11月04日〜11月24日（4公演） - 在日ファンク『連絡』発売記念ツアー
- 2013年03月02日・03日 - O-NEST公演「一揆」2days
- 2013年05月17日〜07月21日（3公演） - 在日ファンクpresents「宇宙大決戦」FINALツアー
- 2013年09月28日〜10月27日（6公演） - LIVE IN JAPAN 2013
  - 10月5日名古屋CLUB QUATTRO公演と、10月6日梅田CLUB QUATTRO公演は浜野の急性声帯炎発症のため延期
- 2014年01月04日 - 在日ファンクのメンバー 『新年会ライブ』 (餅つき付)
- 2014年03月24日〜25日（2公演） - 在日ファンク・アワー2014 ～新曲「断固すいません」完成！公演延期すいません、東名阪ツアー～
  - 3月14日のSHIBUYA-AXでの公演は浜野、永田のインフルエンザB型発症のため4月15日に延期
- 2014年04月19日,20日 - 在日ファンク韓国公演
w/チャン・ギハと顔たち/スルタン・オブ・ザ・ディスコ/ファンカフリック/ユン・ソクチョル・トリオ/DJ ANDOW
- 2014年06月14日〜22日（3公演） - TSUTAYA presents「TSUTAYA MUSIC TOUR」
- 2014年10月04日〜11月16日,2015年01月09日（15公演） - 「笑うな」発売記念ツアー
- 2015年01月04日 - 在日ファンク presents 新年会ライブ (浜野謙太は欠席)
- 2015年02月24日 - 在日ファンク presents「ば 」vol.1
- 2015年05月06日〜09日 - 在日ファンク 対バンツアー
w/ZAZEN BOYS/ペトロールズ
- 2015年09月23日 - 在日ファンク・アワー 2015 in 北区
- 2016年03月03日〜20日 - 在日ファンク Presents メジャー2ndアルバム完成中間報告確認ツアー
- 2016年7月4日 - 在日ファンク メジャー2ndアルバム『レインボー』LP発売記念 「ば」 Vol.3
- 2016年9月1日〜10月12日 - 在日ファンク メジャー2ndアルバム『レインボー』完成ツアー
- 2016年10月15日〜11月10日 - 在日ファンク×チャン・ギハと顔たち スプリット・ツアー
- 2017年2月25日〜3月18日 - 在日ファンク10周年まる見え対バンツアー
- 2017年3月19日 - 在日ファンク10周年まる見えワンマン～ゴセッキー脱退 根にもってますライブ～
- 2017年12月3日〜12月17日 - 在日ファンク ワンマンツアー 2017
- 2018年7月1日 - 在日ファンク 7'single『足元』発売記念ライブ～DIRECT SELL～
- 2018年10月23日 - 再三、足元固めていこう、それがファンク da LIVE
- 2018年12月2日〜2019年1月20日 - 5th Album『再会』リリース記念ワンマンツアー「しようよ、再会」
- 2019年11月16日〜11月23日 - 在日ファンク「おかんむりパワーツアー」
- 2021年8月14日 - 在日ファンク 復活ライブ「今から本気」
- 2023年4月25日 - 在日ファンク ツーマンイベント『ダチ 2023 春』
- 2023年11月19日〜11月26日 - アルバム「在ライフ」リリース記念ワンマンツアー

## 出演

### テレビ
- 音流〜On Ryu〜（2011年9月2日・2014年4月11日・10月3日、テレビ東京）
- ウレロ☆未完成少女 第7話（2012年8月31日、テレビ東京） - 宅配便の係員（浜野）、警察官（浜野以外のメンバー） 役
- ウレロ☆未体験少女 第6話（2014年2月14日、テレビ東京） - クマールファンク 役
- MUSIC JAPAN（2014年7月15日、NHK）

### 舞台
- 「室温～夜の音楽～」（2022年6月25日 - 7月10日、東京・世田谷パブリックシアター / 7月22日-24日、兵庫県立芸術文化センター 阪急中ホール）：音楽・演奏[7]

### CM
- デュワーズ（2020年4月22日 - 、サッポロビール/バカルディジャパン）※在日ファンク及び浜野謙太名義[8]